# Robert Lindsay (színművész)
Robert Lindsay (Ilkeston, Derbyshire, Anglia, 1949. december 13. –) Tony-díjas angol színész. A londoni Royal Academy of Dramatic Art iskolában tanult.

## Fontosabb szerepei
- 1990: A pénz beszél – Bertram
- Fészkes fenevadak - Sydney Lotterby
- Citizen Smith (Wolfie Smith)
- Get Some In (Jakey Smith)
- GBH (BAFTA-díj)
- My Family (Ben Harper)
- Twist Oliver (Fagin)
- Futottak még (Extras) önmagát alakítja

## Magánélete
1974-ben összeházasodott Cheryl Hall színésznővel. 1980-as válásuk után hosszú párkapcsolata volt Diana Westonnal, egy gyermekük is született, Sydney Laura Stevenson. A Westonnal való szakítás után újabb hosszú kapcsolata kezdődött, ezúttal Rosemarie Forddal. Két gyermekük született: Samuel Lindsay Stevenson (szül. 1999) és James Lindsay Stevenson (szül. 2003). A pár 2006-ban összeházasodott. A család jelenleg Denhamben, Buckinghamshireben lakik.

## Fordítás
- Ez a szócikk részben vagy egészben  a   Robert Lindsay (actor) című angol Wikipédia-szócikk ezen változatának fordításán alapul.  Az eredeti cikk szerkesztőit annak laptörténete sorolja fel. Ez a jelzés csupán a megfogalmazás eredetét és a szerzői jogokat jelzi, nem szolgál a cikkben szereplő információk forrásmegjelöléseként.